# Petite Marie
Pistes de Les Murs de poussière
Ma Ville
(1) Les Murs de poussière
(3)
Petite Marie est une chanson de Francis Cabrel, dédiée à son épouse Mariette, et sortie en 1977. 

## Présentation
Le titre est interprété lors d'un concours à Sud Radio à Toulouse en juin 1974, qu'il remporte parmi 400 candidats, lui permettant de lui ouvrir les portes de la maison de disque CBS Records, dans laquelle travaillent deux membres du jury, les frères Daniel et Richard Seff .
Cabrel enregistre Petite Marie pour son premier album studio en 1977. La chanson sera publiée en single promotionnel, mais cette version est reniée depuis par l'artiste, car CBS a tenté de gommer l'accent du chanteur. 
Le chanteur reprendra le titre, devenu emblématique de son répertoire, en concert, notamment en 1991, où il est le second single extrait de l'album D'une ombre à l'autre, enregistrée lors des deux tournées que Francis Cabrel entreprit à la suite de son album Sarbacane. Petite Marie entre au Top 50 à la mi-décembre 1991 et y reste quatorze semaines consécutives. La version de 1991 sera certifiée disque d'argent pour avoir atteint le seuil des 125 000 exemplaires vendus.

## Classements
| Classement (1991-92)          | Meilleure place |
| ----------------------------- | --------------- |
| France (SNEP)                 | 5               |
| Québec (Palmarès Francophone) | 8               |

## Reprises
Elle a été reprise par Zaz sur la compilation Les Enfants du Top 50. 
Elle a aussi été reprise par Umberto Tozzi, sous le titre Petite Marie (Stella d'amore), aussi interprété en duo par Tozzi et Cabrel.
Ishtar la reprend également sur son album Baila, en 2016.
Biga Ranx sors le single Petite Marie en 2021 (Fanzine Remix).

## Liens
- Ressource relative à la musique :   - MusicBrainz (œuvres)